# Gouves
Gouves (griechisch Γούβες [ˈɣuvɛs] (f. pl.)) ist ein Ferienort mit etwa 540 Einwohnern an der Nordküste der griechischen Insel Kreta.
Als Landgemeinde (kinotita) 1925 anerkannt, wurde Gouves 1990 im Zuge einiger Eingemeindungen zur Stadtgemeinde (dimos) erhoben und 1997 erneut durch Eingemeindungen vergrößert. Diese Gemeinde wurde 2011 nach Chersonisos eingemeindet, wo Gouves seither einen von vier Gemeindebezirken bildet.
Die unbewohnte Insel Dia ist Teil des Gemeindebezirks Gouves.
Der Name Gouves kommt von Gouva, was so viel wie ‚Erdloch‘ bedeutet. In Kreta wurde damit ein Lager im Erdreich für Getreide bezeichnet. Gouves liegt etwa 20 Kilometer östlich von Iraklio, der Hauptstadt gleichnamigen Präfektur. Nahe dem Strand befinden sich einige archäologische Ausgrabungsstätten der minoischen Kultur.
Erste Erwähnung findet der Ort 1387 in den Archiven von Chandax.
Im Register von Francesco Barozzi wird der Ort zuerst 1577 als Guvos erwähnt später 1583 als Guves mit 252 Einwohnern.
Gouves ist der Geburtsort des griechischen Dichters Ioannis Konstantinidis.
Ortschaften im Gemeindebezirk Gouves
- Gouves (Γούβες) mit der größten Siedlung Kato Gouves (Κάτω Γούβες)
- Anopolis (Ανώπολις) mit Gournes (Γούρνες) und Chani tou Kokkini (Χάνι του Κοκκίνη)
- Elea (Ελαία)
- Epano Vathia (Επάνω Βάθεια)
- Kalo Chorio (Καλό Χωριό)
- Kato Vathia (Κάτω Βάθεια)
- Koxari (Κόξαρη)
- Charaso (Χαρασό)

Auf dem Gebiet von Gouves befinden sich folgende bedeutende Kirchen: Zoodochos Pigis, Agios Giorgos, Agios Ioannis und Panagia.